# Szef (film)
Szef (ang. Chef) – amerykański film fabularny z 2014 roku.
Autorem scenariusza, producentem, reżyserem oraz odtwórcą roli głównej jest Jon Favreau. Występują również Scarlett Johansson, Dustin Hoffman i Robert Downey Jr.
Film wyprodukowano we wytwórni filmowej należącej do Jona Favreau, Fairview Entertainment.

## Fabuła
Carl Casper jest szefem kuchni w restauracji. Usiłuje zademonstrować swój talent kulinarny przed znanym krytykiem i blogerem, Ramseyem Michelem, lecz właścicielce restauracji udaje się odwieść go od innowacyjnych pomysłów i przekonać, aby zaserwował klasyczne, sprawdzone dania. Ramsey wystawia restauracji niską ocenę.

## Obsada
- Jon Favreau jako Carl Casper
- Sofía Vergara jako Inez
- John Leguizamo jako Martin
- Scarlett Johansson jako Molly
- Oliver Platt jako Ramsey Michel
- Bobby Cannavale jako Tony
- Dustin Hoffman jako Riva
- Robert Downey Jr. jako Marvin
- Amy Sedaris jako Jen
- Colombe Jacobsen jako Lisa
- Russell Peters jako Miami cop
- Emjay Anthony jako Percy
- Jose Caridad Hernandez, „Perico” jako Abuelito i 	inni.

## Nagrody i nominacje
Broadcast Film Critics Association Awards, 2015.
Nominacja: Najlepszy aktor w kategorii: Komedia Jon Favreau.

## Opinie
Film wiele zawdzięcza skupieniu się na relacji ojca z synem, zamiast na błahym dotarciu do serca kobiety przez żołądek (...) to typowa amerykańska komedia, tylko trochę lepsza niż te, w których bohaterowie oddają się pałaszowaniu jedynie pizzy i popijaniu Coca-Coli.
Favreau nie opiera się wyłącznie na ładnych słówkach i demonstrowaniu przyrządzonych już potraw, lecz pokazuje różne fazy gotowania, które jego bohater tak mocno kocha. Jako reżyser potrafi zatrzymać akcję na kilkanaście sekund, by pozwolić swoim bohaterom kroić, siekać, gotować czy smażyć – w efekcie przygotowane dania wyglądają niezwykle smakowicie, a sam proces ich powstawania wywołuje poczucie ssania w żołądku, które chciałoby się jak najszybciej zaspokoić wypadem do najbliższej dobrej restauracji. Dochodzi do tego, że nawet dwie piękne aktorki występujące w „Szefie”, Sofía Vergara i Scarlett Johansson, przegrywają walkę z ekranowym gotowaniem! .
Szef to film lekki i przyjemny. Jon Favreau sprawną reżyserską ręką serwuje smaczne, choć niezbyt wykwintne danie ze znanych składników. Tak samo ważna jest w nim przyjemność gotowania, jak i zwykła, ludzka historia odnajdywania samego siebie.

## Popularność
Boxoffice: 45 967 935 dolarów.

W głosowaniu na forum internetowego serwisu Movie Database film zdobył 7,3 na 10 gwiazdek.

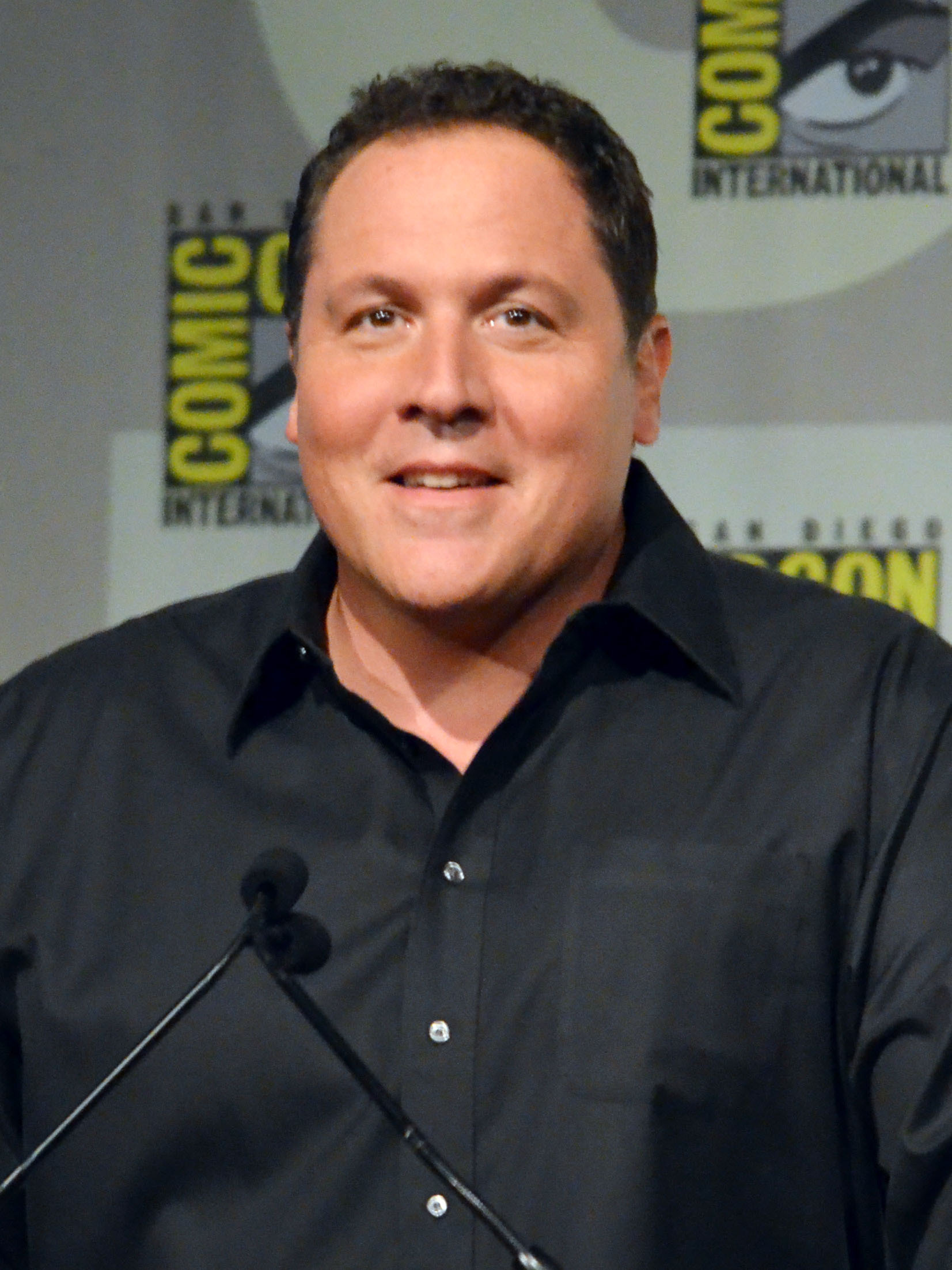
Jon Favreau
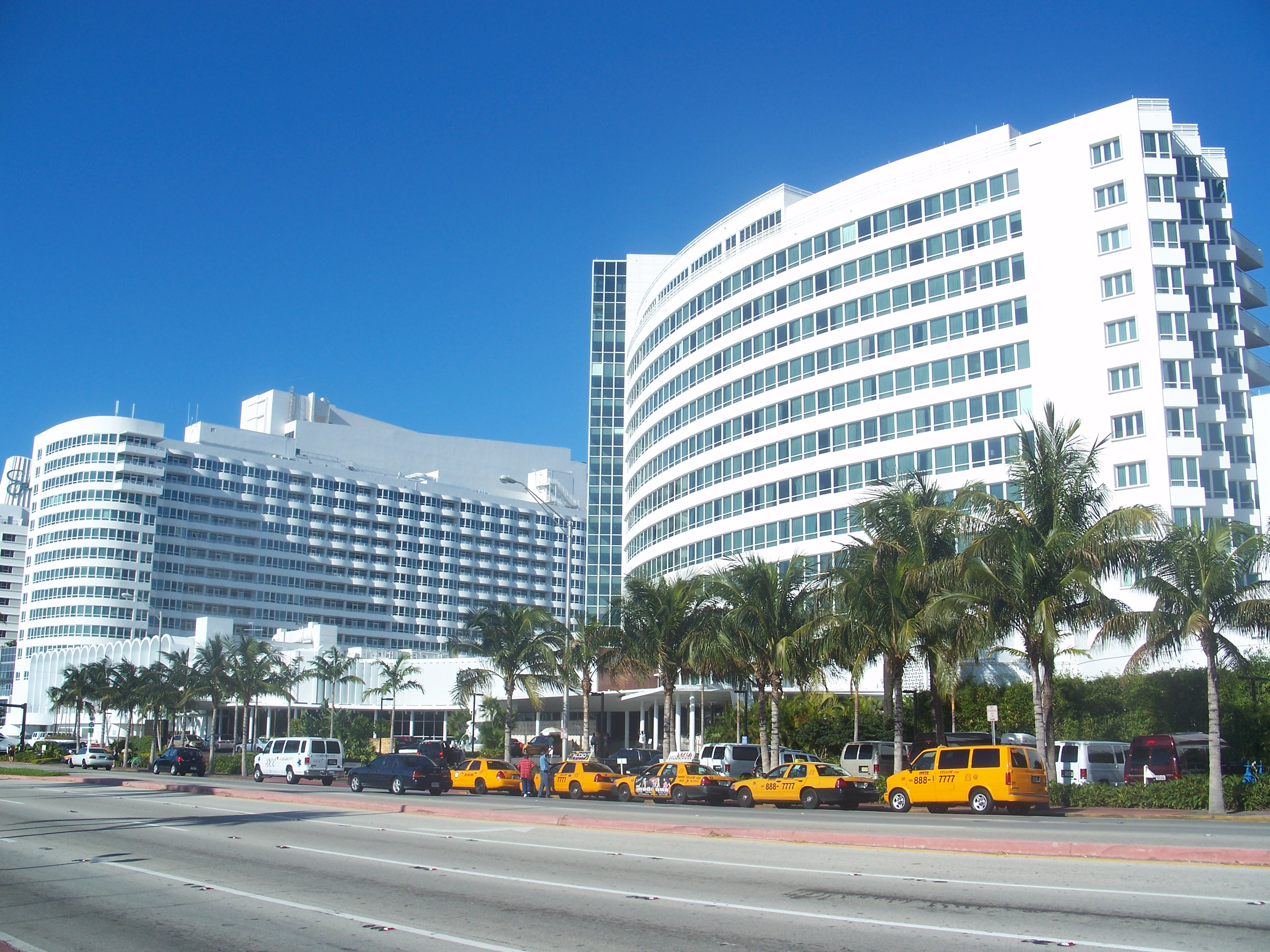
Miami Beach - tu kręcono film
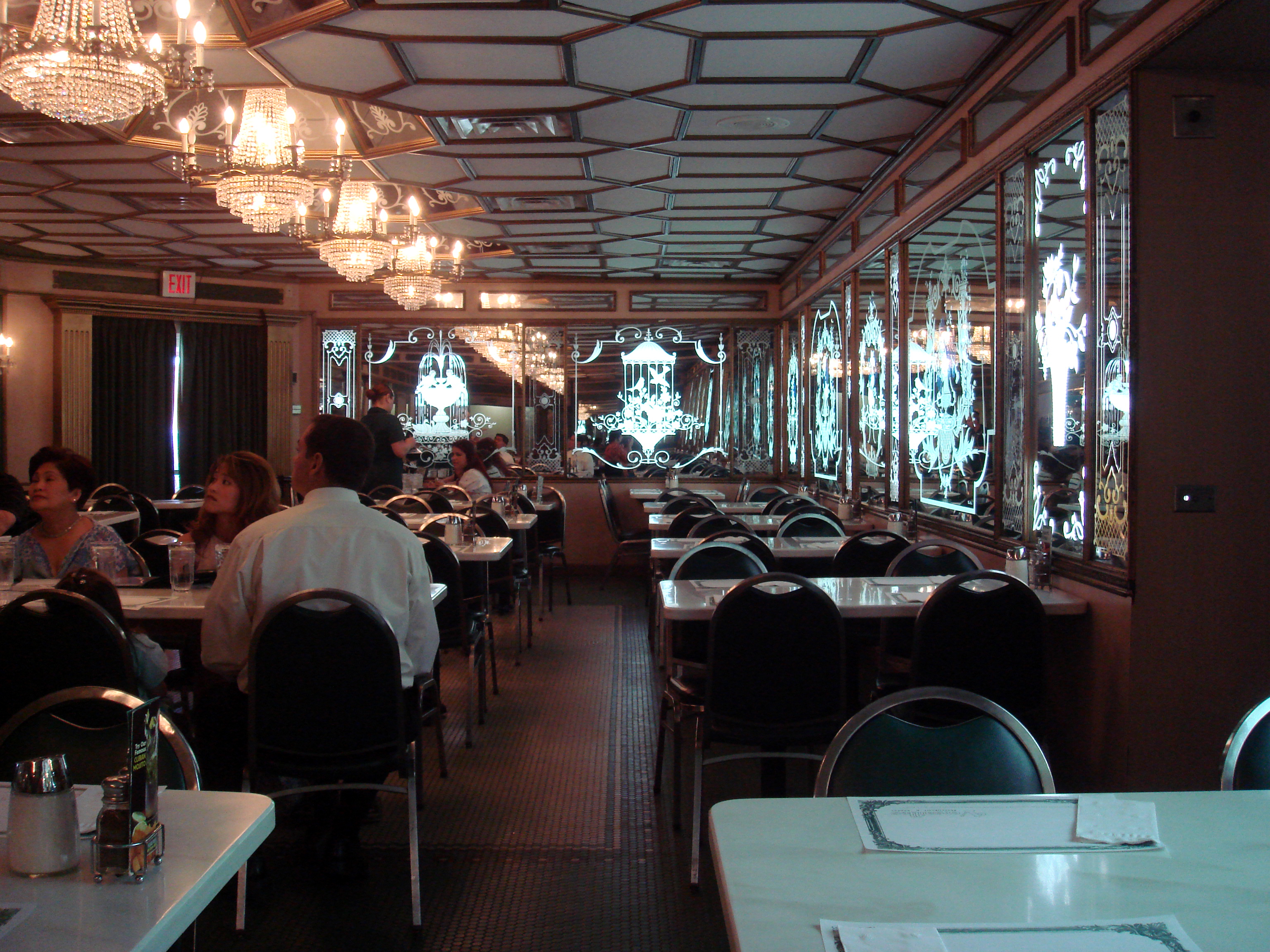
Restauracja, w której powstał film
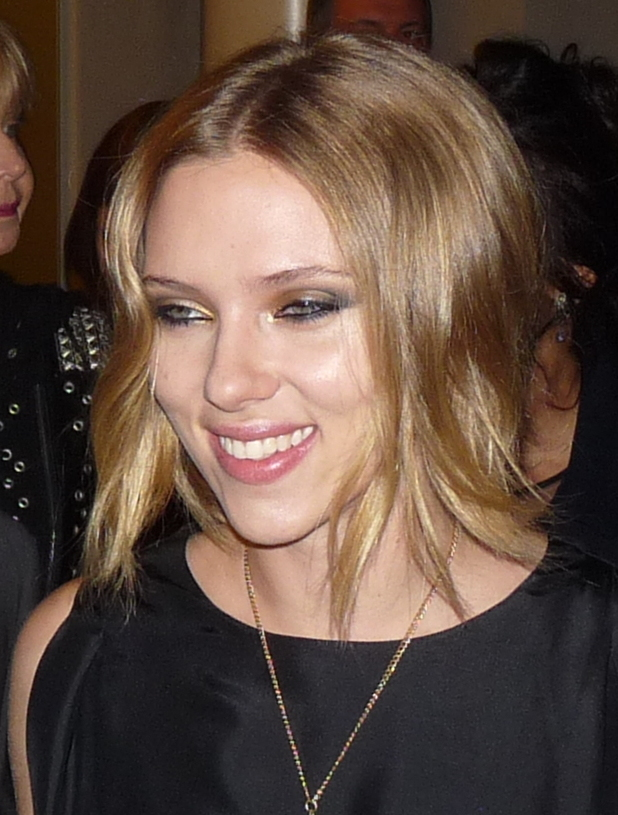
Scarlett Johansson
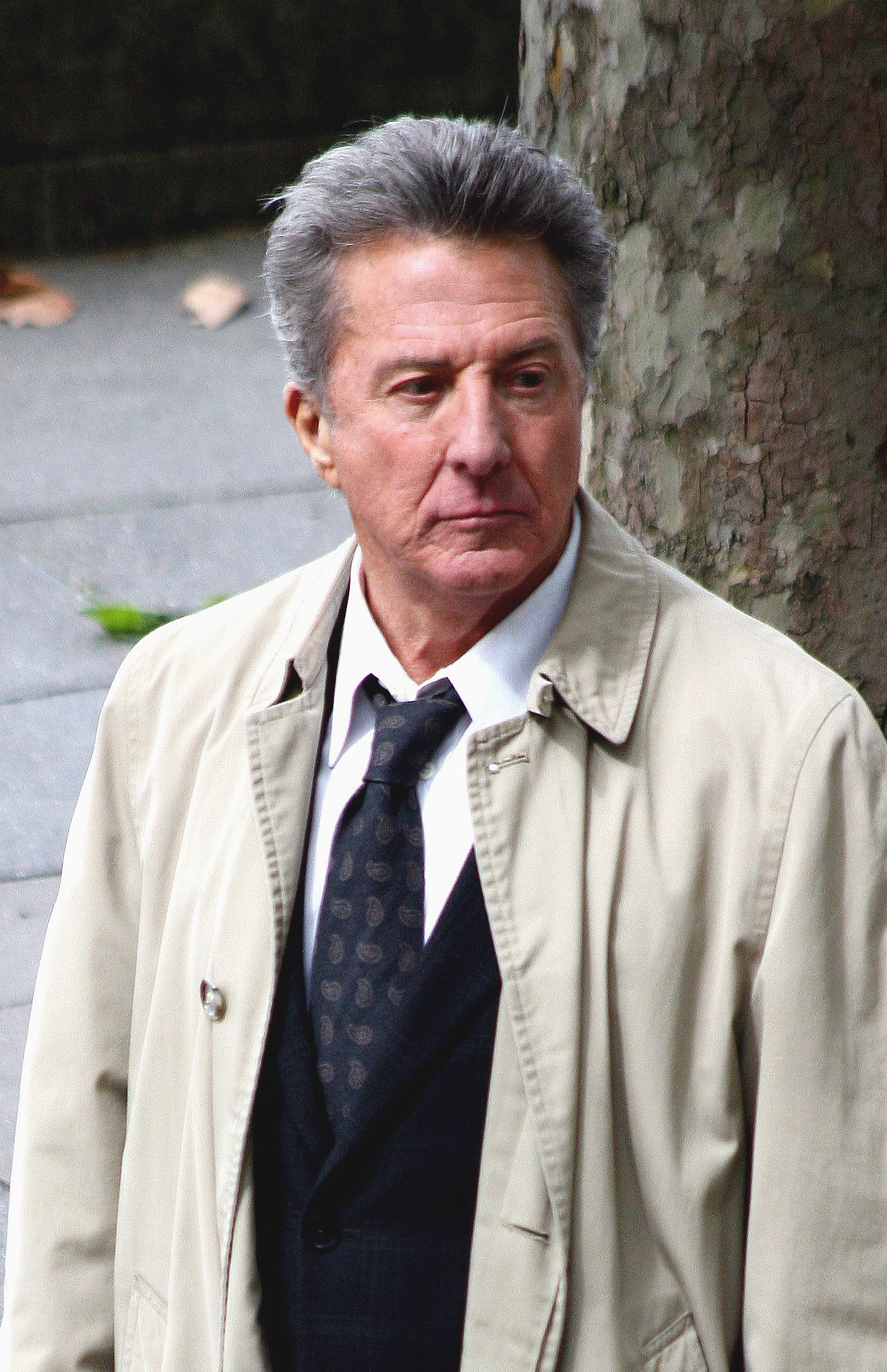
Dustin Hoffmann